# Tour of Xingtai
Die Tour of Xingtai ist ein Straßenradrennen für Männer in der Volksrepublik China.
Das Etappenrennen fand erstmals im Jahr 2017 statt, die Ausgaben 2020 und 2021 fielen aufgrund der COVID-19-Pandemie aus. Die Strecke führt in drei Etappen in die Gegend um die Stadt Xingtai bis in das Taihangshan. Das Rennen ist in die UCI-Kategorie 2.2 eingestuft und gehört zur UCI Asia Tour.

## Sieger
| Jahr | Sieger       | Zweiter           | Dritter             |          |
| ---- | ------------ | ----------------- | ------------------- | -------- |
| 2017 | Jacob Rathe  | Dušan Kalaba      | Salaheddine Mraouni |          |
| 2018 | Damiano Cima | Ulises Castillo   | Mychajlo Kononenko  |          |
| 2019 | Carlos Cobos | Amir Kolahdozhagh | Mychajlo Kononenko  |          |
| 2020 | abgesagt     | abgesagt          | abgesagt            | abgesagt |
| 2021 | abgesagt     | abgesagt          | abgesagt            | abgesagt |